# Kléber Silva Iribarnegaray
Kléber Silva Iribarnegaray "Hermano Mauricio" (Montevideo, Uruguay, 20 de septiembre de 1925-secuestrado desaparecido 14 de junio de 1977, Buenos Aires) sacerdote de la Congregación de los Hermanitos del Evangelio-Fraternidad de Charles de Foucauld, víctima de la última dictadura cívico militar de Argentina.

## Biografía
Nació en la ciudad de Montevideo, en el seno de una familia humilde. Su nombre Kléber, es en homenaje a un general de la Revolución Francesa que su padre admiraba. Su padre falleció siendo Kléber un niño, por lo que su madre debió afrontar la pobreza realizando tareas de costura con la ayuda de sus cinco hijos.

Silva se formó como religioso y fue ordenado sacerdote en 1951 en la ciudad de Córdoba, Argentina. Al comenzar los años ’70, junto con Patricio Rice, se integró a la Fraternidad de los Hermanitos de los Pobres, una hermandad inspirada en la vida del religioso francés Charles de Foucauld. 
Su tarea pastoral lo llevó a trabajar en la obra salesiana de Puerto San Julián, en Rosario y luego en la zona de monte, en Fortín Olmos, localidad cercana a la ciudad de Reconquista, provincia de Santa Fe. Dicha actividad lo llevó a relacionarse con el obispo Jaime de Nevares y con monseñor Enrique Angelelli en La Rioja.

En 1973 se instaló en la ciudad de Buenos Aires y en 1974, además de desarrollar su tarea pastoral habitual, comenzó a trabajar como barrendero municipal.
Fue miembro del movimiento "Cristianos por la Liberación".
En 1977, fueron secuestrados dos compañeros que formaban parte de su ámbito gremial. Adolfo Pérez Esquivel y Arturo Paoli le advirtieron sobre el riesgo que corría su vida, pero el padre Silva consideraba que  "Un cura armado de escoba y pala no es peligroso".

## Secuestro y desaparición
Kléber Silva Iribarnegaray fue secuestrado el 14 de junio de 1977 en horas de la mañana en la vía pública, en cercanías de su lugar de trabajo. Según algunos testimonios, estuvo en los centros clandestinos de detención conocidos como el Campito y el Club Atlético. Permanece desaparecido.

## Justicia
Se realizaron innumerables gestiones y denuncias por su desaparición entre ellas a Amnesty International (en Francia, Alemania y Suiza), las embajadas de Uruguay y de Estados Unidos en Argentina, en Ginebra a la Liga de los Derechos Humanos, Consejo Mundial de las Iglesias, Cruz Roja Internacional,  Conferencia Episcopal Norteamericana, Organización de Estados Americanos (OEA), Comisión Interamericana de Derechos Humanos (CIDH). Su desaparición fue registrada en publicaciones como las revistas América (revista jesuita) y National Catholic Reporter y en junio de 1977 Le Monde de Francia publicó una nota sobre su desaparición.

## Homenajes
- 14 de junio de 2006. Se coloca Placa recordatoria en la Parroquia San Juan Bautista.[1]
- Una placa homenaje lo señala:en el barrio de Villa General Mitre, entre las calles Terrero y Margariños Cervantes.[3]
- 8 de octubre de 2007. Presentación del libro sobre Mauricio Silva “Gritar el Evangelio con la vida”, editado por la Dirección General de Cultos de la Ciudad de Buenos Aires, en el Teatro de la Comedia de la Ciudad Autónoma de Buenos Aires.[1]
- 2014.  El día de su desaparición se declara en su homenaje: “Día del Barrendero”, en Argentina.[8]
- 2019. En su homenaje, se coloca una placa recordatoria en la Parroquia San Juan Bautista (Pocitos).[9]